# The Black Rider (album)
Pour le film, voir Black Rider.
Albums de Tom Waits
Bone Machine
(1992) Mule Variations
(1999)
The Black Rider est un album de Tom Waits sorti en 1993.

## Historique
L'album comporte les versions studio des chansons composées par Tom Waits en 1990 pour The Black Rider, pièce musicale mise en scène par Robert Wilson et coécrite par William S. Burroughs. La pièce est basée sur le conte populaire allemand Der Freischütz, déjà transposé auparavant en opéra par Carl Maria von Weber. Projet prévu à partir de 1989, la collaboration entre Tom Waits et Robert Wilson continuera par la suite avec Alice en 1992 et Woyzeck en 2000, qui donneront lieu aux albums Alice et Blood Money.
La chanson Lucky Day Overture comporte de multiples références aux personnages du film Freaks de Tod Browning. On retrouve parmi les musiciens de studio Nick Phelps, multi-instrumentiste qui joue du banjo, du sitar, de la basse, de la clarinette et du saxophone. Nick Phelps fut un des musiciens récurrents pour Frank Sinatra. Il vit aujourd’hui à Audenarde, en Belgique. Il est l'auteur de la bande originale du film d'animation de la réalisatrice américaine Nina Paley, Sita Sings the Blues. Quelques-unes des peintures visibles dans le livret intérieur de l'album The Black Rider sont dues à Kathleen Brennan.

## Liste des titres
Toutes les chansons sont de Tom Waits, sauf indication.
1. Lucky Day Overture - 2:27
2. The Black Rider - 3:21
3. November - 2:50
4. Just The Right Bullets - 3:35
5. Black Box Theme - 2:42
6. 'T’ Ain’t No Sin (Walter Donaldson / Edgar Leslie) - 2:25
7. That’s The Way (musique: Tom Waits, texte : William S. Burroughs) - 1:07
8. The Briar And The Rose - 3:50
9. Russian Dance - 3:12
10. Gospel Train/Orchestra - 2:33
11. I’ll Shoot The Moon - 3:51
12. Flash Pan Hunter (musique: Tom Waits, texte : William S. Burroughs) - 3:10
13. Crossroads (musique: Tom Waits, textes: William S. Burroughs) - 2:43
14. Gospel Train - 4:43
15. Interlude (Greg Cohen[3]) - 0:18
16. Oily Night - 4:23
17. Lucky Day - 3:42
18. The Last Rose Of Summer - 2:07
19. Carnival (instrumental) - 1:15

## Musiciens[4]
Lucky Day (Overture)
- Tom Waits – chant, calliope
- Ralph Carney – saxophone
- Bill Douglas – basse
- Kenny Wollesen – percussions
- Matt Brubeck – violoncelle
- Joe Gore – banjo
- Nick Phelps – cor français
- Kevin Porter – trombone

The Black Rider
- Greg Cohen – basse, percussion, banjo, violon
- Tom Waits – orgue, chant

November
- Tom Waits – piano, banjo, chant
- Greg Cohen – basse, accordéon
- Don Neely – saw

Just the Right Bullets
- Matt Brubeck – cello
- Kenny Wollesen – percussions
- Joe Gore – banjo
- Ralph Carney(† décembre 2017) – clarinette basse
- Tom Waits – chant, piano
- Larry Rhodes – basson
- Bill Douglas – basse
- Francis Thumm – orgue

Black Box Theme (instrumental)
- Tom Waits – chamberlin
- Don Neely – scie musicale
- Bill Douglas – basse
- Matt Brubeck – cello
- Kenny Wollesen – percussions
- Nick Phelps – French horn
- Larry Rhodes – basson
- Joe Gore – banjo

’t Ain’t No Sin
- William S. Burroughs – chant
- Tom Waits – marimba, Cordes Emax
- Greg Cohen – clarinette basse, Emax

Flash Pan Hunter/Intro (instrumental)
- Henning Stoll – Contrebasson
- Stefan Schäfer – basse
- Volker Hemken – clarinette

That’s the Way
- Hans-Jorn Braudenberg – orgue
- Henning Stoll – violon
- Stefan Schäfer – basse
- Volker Hemken – clarinette
- Tom Waits – chant

The Briar and the Rose
- Hans-Jorn Braudenberg – orgue
- Henning Stoll – violon
- Stefan Schäfer – basse
- Volker Hemken – clarinette
- Tom Waits – chant

Russian Dance (instrumental) – 3:12
- Tom Waits – Emax strings
- Matt Brubeck – cello
- Linda Deluca – violon
- Bill Douglas – basse
- Kathleen Brennan, Clive Butters, Tom Waits, Francis Thumm, Joe Marquez – bottines

Gospel Train/Orchestra (instrumental)
- Linda Deluca – violon
- Nick Phelps – French horn
- Larry Rhodes – basson
- Kevin Porter – trombone
- Ralph Carney – clarinette basse
- Joe Gore – guitare
- Kenny Wollesen – percussions
- Bill Douglas – basse
- Matt Brubeck – cello

I’ll Shoot the Moon
- Kevin Porter – trombone
- Francis Thumm – orgue
- Bill Douglas – basse
- Ralph Carney – saxophone
- Kenny Wollesen – percussions, marimba
- Joe Gore – guitare
- Matt Brubeck – cello
- Tom Waits – chant

Flash Pan Hunter
- Ralph Carney – clarinette basse
- Matt Brubeck – cello
- Joe Gore – banjo
- Larry Rhodes – basson
- Bill Douglas – basse
- Francis Thumm – orgue
- Kenny Wollesen – percussions
- Don Neely – Scie musicale
- Tom Waits – chant

Crossroads
- Tom Waits – guitare, chamberlin, chant
- Greg Cohen – basse
- Gerd Bessler – violon

Gospel Train
- Tom Waits – Sifflement de train, chant, congas, log drum
- Greg Cohen – percussions, basse
- Ralph Carney – clarinette basse
- Bill Douglas – basse

Interlude
- Henning Stoll – basson
- Christoph Moinian – French horn
- Volker Hemken – clarinette

Oily Night
- Matt Brubeck – cello
- Kenny Wollesen – percussions
- Bill Douglas – basse
- Ralph Carney – saxophone, clarinette basse
- Nick Phelps – French horn
- Kevin Porter – Trombone
- Larry Rhodes – Contrebasson
- Joe Gore – banjo, guitare
- Linda Deluca – violon
- The Boners

Lucky Day'
- Tom Waits – orgue, chant
- Bill Douglas – basse
- Ralph Carney – baritone horn
- Matt Brubeck – cello
- Kenny Wollesen – percussions
- Joe Gore – guitare

The Last Rose of Summer
- Tom Waits – orgue, chant, chamberlin
- Greg Cohen – basse

Carnival (instrumental)
- Tom Waits – chamberlin, Emax
- Greg Cohen – basse